# Wilfredo Pino Estévez
Wilfredo Pino Estévez más conocido como "Willy" (Camagüey, Cuba, 12 de octubre de 1950) es un obispo católico cubano. Fue elegido por Benedicto XVI, desde el 27 de enero de 2007 hasta el 6 de diciembre de 2016 Obispo de la Diócesis de Guantánamo-Baracoa.
La Habana, 8 de diciembre de 2016: El papa Francisco nombró el 6 de diciembre a Wilfredo Pino Estévez como Arzobispo de Camagüey.  

## Biografía
Nacido en el municipio cubano de Camagüey, el día 12 de octubre de 1950.
Cuando era joven descubrió su vocación religiosa y comenzó a estudiar en el Colegio Seminario San Basilio Magno de Santiago de Cuba y después en el Seminario de San Carlos y San Ambrosio de La Habana.
Finalmente fue ordenado sacerdote el 1 de agosto de 1975, para su natal Arquidiócesis de Camagüey, por el entonces obispo Mons. Adolfo Rodríguez Herrera.
Tras su ordenación, inició su ministerio pastoral como vicario parroquial de Nuevitas.
Luego de 1980 a 1994 ha ido ocupando diversos cargos, como ecónomo de la Parroquia de Florida, director nacional de la Pontíficie Obra Misionera durante dos mandatos consecutivos, Párroco de Santa Cruz del Sur y de la Merced y Rector de la Casa Diocesana.
Seguidamente cabe destacar, que ha sido responsable del Comité Diocesano que coordinó la visita del papa Juan Pablo II a Camagüey, fue vicario episcopal de la misma ciudad y director del Boletín Diocesano.
Actualmente desde el 13 de diciembre de 2006, tras haber sido nombrado por el papa Benedicto XVI, es el nuevo Obispo de la Diócesis de Guantánamo-Baracoa. En este cargo sucede al obispo Mons. Carlos Jesús Patricio Baladrón Valdés.
Recibió la consagración episcopal el día sábado 27 de enero de 2007, en la Plaza Pedro. A. Pirez, a manos de su consagrante principal, el Arzobispo de Camagüey Mons. Juan García Rodríguez y de sus co-consagrantes: el entonces Arzobispo de Santiago de Cuba Mons. Pedro Meurice y el entonces Arzobispo de San Cristóbal de La Habana y cardenal Mons. Jaime Ortega Alamino.